# Arthur Greville Collins
Arthur Greville Collins (5 de septiembre de 1896 - 1 de septiembre de 1980) fue un director de cine nacido en Reino Unido.

## Career
Collins nació en Londres, y comenzó a dirigir para el teatro, incluyendo producciones de Fata Morgana, No Man's Land, y Tarnish.
En 1921, se casó con la actriz Betty Ross Clarke y la acompañó en su carrera teatral en Gran Bretaña, Estados Unidos y Australia. En 1934 se casó con Rhoda Shepherd.
Se trasladó a Los Ángeles, donde dirigió algunas obras de teatro, y luego entró en el mundo del cine como director de diálogos para Warner Bros. Trabajó en ese puesto durante dos años y luego se convirtió en director, realizando varias películas B.
Se trasladó a Australia en mayo de 1939 para rodar Seven Little Australians (1939) y decidió quedarse allí. Sirvió en la RAAF durante la Segunda Guerra Mundial, siendo licenciado como jefe de escuadrón. También estuvo destinado como oficial administrativo durante dos años en Port Pirie y Mount Gambier.
En 1947, Collins consiguió financiación para rodar otra película, Strong Is the Seed (1949). Más tarde anunció sus planes de rodar una película sobre Cobb and Co pero no llegó a realizarse. En 1950, Collins viajó a Nueva Zelanda, donde produjo la comedia musical Chu Chin Chow para la Christchurch Operatic Society que obtuvo críticas favorables.

## Filmografía parcial
- They Can't Be Snookered (cortometraje de 1932) – productor[12]
- The Widow from Monte Carlo (1935) – director
- Personal Maid's Secret (1935) – director
- Nobody's Fool (1936) – director
- Thank You, Jeeves! (1936) – director
- Paradise Isle (1937) – director
- Shots and Shots (cortometraje de 1937) – codirector[13]
- Saleslady (1938) – director
- Seven Little Australians (1939) – director
- Strong Is the Seed (1949) – director
- Port of Escape (1960) – productor, incompleta